# إرنست أنسيرمت
إرنست أنسيرمت بالإنجليزية Ernest Ansermet
(و. 11 نوفمبر 1883 – ت. 20 فبراير 1969) مايسترو سويسري.
درس الكلارينيت والكمان والبيانو في شبابه وتخرج من جامعة لوزان حيث حصل على شهادات في الرياضيات والفيزياء. بعد التدريس لعدة سنوات، اتجه بجدية للعمل في الموسيقى ومن عام 1912 فصاعدا جنى عيشه كمايسترو. لقاء مبكر مع إيجور سترافنسكي كان حاسما: فصار أنسيرمت مناصر لموسيقى المؤلف الروسي، وآخر الأمر قاد العروض الأولى لأعمال «حكاية جندي» 1918 وبولنتشيللا 1922. خلال سترانفسكي تعرف أنسيرميت أيضا على سيرجي دياجليف الذي ولاه مسئولية أوركسترا الباليه الروسي من 1915 حتى 1923. في تلك الصفة قاد العروض الأولى لعدد من الأعمال الكبرى بما فيها «القبعة المثلثة» لديفايا عام 1919 و«الفالس» لرافيل عام 1920. وأسس أنسيرمت عام 1918 اوركسترا روماند السويسرية حيث عمل مديرها الموسيقي لحين تقاعده عام 1967. سجل بازدهار مع اوركسترا روماند حيث تخصص في برنامج الحفلات الموسيقية الفرنسية والروسية للقرن العشرين بالأخص أعمال سترافنسكي إضافة إلى أعمال أوركسترالية لمؤلفين سويسريين أمثال فرانك مارتن وآرثر هونيجير.

## وصلات خارجية
- إرنست أنسيرمت على موقع IMDb (الإنجليزية)
- إرنست أنسيرمت على موقع الموسوعة البريطانية (الإنجليزية)
- إرنست أنسيرمت على موقع مونزينجر (الألمانية)
- إرنست أنسيرمت على موقع ميوزك برينز (الإنجليزية)
- إرنست أنسيرمت على موقع إن إن دي بي (الإنجليزية)
- إرنست أنسيرمت على موقع أول ميوزيك (الإنجليزية)
- إرنست أنسيرمت على موقع ديسكوغز (الإنجليزية)
- إرنست أنسيرمت على موقع قاعدة بيانات الفيلم (الإنجليزية)

1. ↑  Suzanne Kathari; Natalie Riliet (30 Oct 2009). Histoire et Guide des cimetières genevois (بالفرنسية). Genève: Éditions Slatkine. p. 502. ISBN:978-2-8321-0372-2. OL:25023922M. QID:Q110257565.
2. ↑  Internet Movie Database (بالإنجليزية), QID:Q37312
3. ↑  NPR Encylopedia of Classical Music